# ОШ „Гоце Делчев” Јабука
ОШ „Гоце Делчев” једна је од основних школа у општини Панчево. Налази се у улици Трг Бoрисa Кидричa 10 у Јабуци. Име је добила по Гоцу Делчеву, македонском револуционару, вођи македонско-једренских револуционарних комитета.

## Догађаји
Догађаји основне школе „Гоце Делчев”:
- Пројекат „Еколошка писменост – учење у природи о природи”
- Семинар „Међупредметна настава и развој компетенција код ученика”
- Радионица „Хранилице за птице”
- Радионица „Мотри, уочи, препознај”
- Акција „Чепом до осмеха”
- Фестивал науке
- Мале олимпијске игре[4]
- Меморијални турнир „Милан Милутиновић – Комшија”
- Сајам спорта
- Европски дан језика
- Спортски дан
- Дан науке
- Дани јабуке
- Дан здраве хране
- Дечија недеља
- Светски дан борбе против сиде
- Изложба кућних љубимаца
- Школска слава Свети Сава[4]